# Andrakammarvalet i Sverige 1902
Andrakammarvalet i Sverige 1902 hölls i september detta år. 

## Valsystem
Valsättet var en blandning av indirekta- och direkta val. I 140 av landsbygdens 150 valkretsar tillämpades direkta val och detsamma gällde de 46 stadsvalkretsarna. Resterande 10 landsbygdsvalkretsar tillämpade alltså indirekta val, vilka utfördes av elektorer. Stadsvalkretsarna valde totalt 80 ledamöter. Dessa var i regel enmansvalkretsar med undantag för de största städerna som fick fler mandat, dessa var; Stockholm (22 mandat), Göteborg (9 mandat), Malmö (4 mandat), Norrköping (2 mandat) och Gävle (2 mandat). Alla landsbygdsvalkretsar hade ett mandat var.
Rösträtt till andra kammaren hade män som var över 21 år och hade inkomst på minst 800 kronor per år eller ägde en fastighet taxerad till minst 1 000 kronor, eller arrenderade en fastighet taxerad till minst 6 000 kronor. För att vara valbar skulle man ha fyllt 25 år och bo i valkretsen. Av folkmängden den 31 december 1901, 5 175 228, hade 382 075 (7,4 %) rösträtt.

## Valkampanj
I likhet med föregående andrakammarval kom den politiska debatten denna gång till stor del att handla om rösträtten. Socialdemokraterna anordnande i samarbete med LO en storstrejk med omkring 120 000 deltagande för att få allmän och lika rösträtt. Demonstrationerna ledde till ett riksdagsbeslut om en utredning av frågan. Socialdemokraternas enda riksdagsman, Hjalmar Branting, framträdde under flera offentliga möten. Liberala samlingspartiet hade sedan februari en valorganisation, Frisinnade landsföreningen, som var viktig i kampanjarbetet. Huruvida Frisinnade landsföreningens arbete verkligen låg bakom de liberala framgångarna i valet kan dock ifrågasättas. På den liberala sidan var Sixten von Friesen och Karl Staaff viktiga i kampanjandet. De konservativa hade en valkommitté som organiserade kampanjen, även om den inte var lika storskalig som vänsterns.

## Valresultat
Liberala samlingspartiet lyckades bli största parti, trots den begränsade rösträtten. Andra kammarens konservativa majoritet kvarstod alltjämt, om än försvagad. Till följd av valresultatet ökade också socialdemokraternas representation från ett till fyra mandat – utöver den redan etablerade riksdagsmannen Hjalmar Branting, tog även Viktor Larsson, Nils Persson, och Fredrik Vilhelm Thorsson plats i kammaren. 

### Partivis
Siffrorna avser de sammanlagda röstetalen för riksdagsledamöter som tillhörde respektive parti under riksdagen 1903 och baseras, liksom antalet mandat, på uppgifter om riksdagsledamöters partitillhörighet från bokserien Tvåkammarriksdagen 1867–1970. Röstetalen på valkretsnivå är hämtade från SCB. I stadsvalkretsar med flera mandat har röstetalen skattats . Det ska också påpekas att partigrupperingarna var relativt diffusa och att partibyten inte var ovanliga.
| Parti                | Parti                    | Röstfördelning | Röstfördelning | Mandat | Mandat |
| Parti                | Parti                    | Röster         | Elektorer      | Antal  | +/-    |
| -------------------- | ------------------------ | -------------- | -------------- | ------ | ------ |
|                      | Liberala samlingspartiet | 60 615         | 25             | 104    | +17    |
|                      | Lantmannapartiet         | 36 960         | 242            | 91     | -26    |
|                      | Moderata reformvänner    | 1 905          | 0              | 5      | nytt   |
|                      | Socialdemokraterna       | 1 991          | 0              | 4      | +3     |
|                      | Vänstervildar            | 983            | 0              | 2      | +1     |
|                      | Obundna                  | 10 761         | 0              | 24     | +1     |
|                      | Övriga                   | 63 463         | 64             | -      | -      |
| Antal giltiga röster | Antal giltiga röster     | 176 678        | 331            | 230    | -      |
| Ogiltiga röster      | Ogiltiga röster          | 2 051          | 2              |        |        |
| Totalt               | Totalt                   | 178 729        | 333            |        |        |

### Ideologisk tillhörighet
| Ideologi         | Röster (%) | Mandat | +/- |
| ---------------- | ---------- | ------ | --- |
| Liberaler        | 51,2       | 107    | +15 |
| Konservativa     | 45,3       | 119    | -18 |
| Socialdemokrater | 3,5        | 4      | +3  |
| Totalt           | 100,0      | 230    | -   |

### Valdeltagande

#### Antal
|              | Direkta val | Indirekta val | Samtliga val |
| ------------ | ----------- | ------------- | ------------ |
| Städerna     | 61 235      | -             | 61 235       |
| Landsbygden  | 117 494     | 1 800         | 119 294      |
| Hela Sverige | 178 729     | 1 800         | 180 529      |

#### Andel
|              | Direkta val | Indirekta val | Samtliga val |
| ------------ | ----------- | ------------- | ------------ |
| Städerna     | 63,6        | -             | 63,6         |
| Landsbygden  | 43,2        | 13,2          | 41,7         |
| Hela Sverige | 48,5        | 13,2          | 47,2         |

### Fotnoter
1. ↑  Riksdagsordningen 1866
2. ↑  I dessa valkretsar har ett partis röstetal dividerats på antalet röster varje väljare hade att ge. Annars skulle dessa valkretsar överrepresenteras kraftigt i röstfördelningen.
3. ↑  The Swedish electorate 1887-1968, Almqvist & Wiksell
4. ↑  Riksdagen genom tiderna,  Almqvist & Wiksell international